# Merike Kokajev
Merike Kokajev (* 1956 in Tartu) ist eine estnische Diplomatin. Sie hat die Republik Estland als Botschafterin in Indien, Italien und Belarus vertreten.

## Leben und diplomatische Tätigkeiten

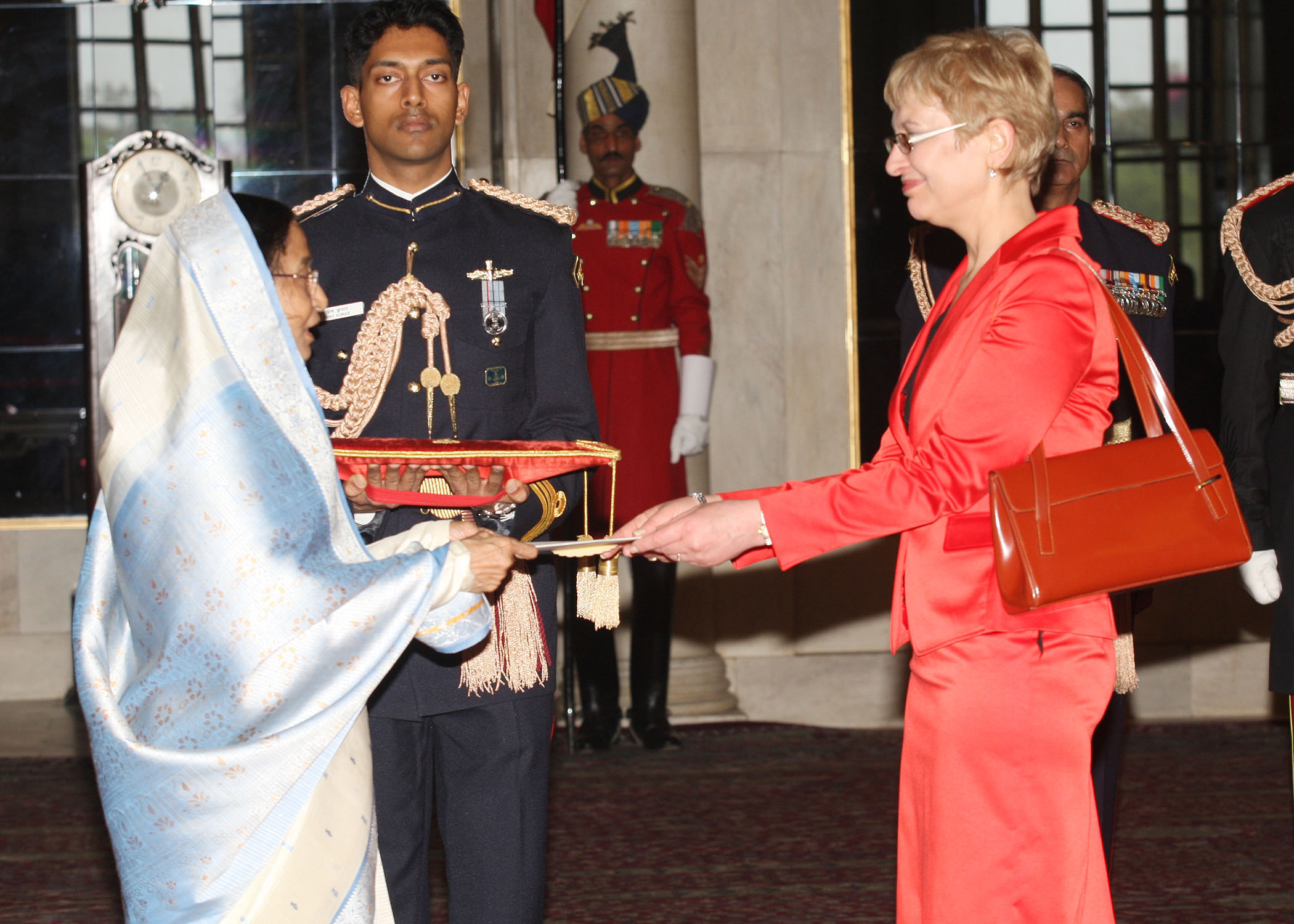
Merike Kokajev bei der Übergabe ihres Beglaubigungsschreibens an die indische Präsidentin Pratibha Patil am 27. Februar 2009 in Neu-Delhi

Merike Kokajev wurde 1956 in Tartu, der zweitgrößten estnischen Stadt, geboren. Sie absolvierte 1982 ein Studium an der Staatlichen Universität Sankt Petersburg mit einem Abschluss in französischer Sprache und Literatur und war in der Folge als Lehrerin an Berufsschulen in Sankt Petersburg tätig. Ab 1991 arbeitete sie in verschiedenen Positionen für das estnische Außenministerium, unter anderem in Brüssel und Genf.
Von 2005 bis 2007 war Kokajev Mitglied des Ständigen Forums der Vereinten Nationen für indigene Völker (UNPFII), dessen Errichtung sie bereits in den Jahren 1999 bis 2001 in einer Arbeitsgruppe der Vereinten Nationen mit vorbereitet hatte.
Im Jahr 2008 wurde sie zur estnischen Botschafterin in Indien ernannt, behielt jedoch ihren Wohnsitz in Tallinn. Anschließend war sie von 2010 bis 2014 Botschafterin ihres Heimatlandes in Italien sowie in der Republik San Marino und der Republik Malta mit Wohnsitz in Rom. 
Danach war Merike Kokajev Direktorin des Büros der Europäischen Union für allgemeine Angelegenheiten und Südosteuropa.
Vom 13. Dezember 2016 bis zum 31. Juli 2021 war sie Außerordentliche und Bevollmächtigte Botschafterin Estlands in Belarus.
Merike Kokajev spricht Englisch, Russisch und Französisch.